# Caorches-Saint-Nicolas
 Caorches-Saint-Nicolas  là một xã thuộc tỉnh Eure trong vùng Normandie miền bắc nước Pháp.